# Bahnstrecke Uelzen–Dannenberg
| Streckenende und Abzweig der Hafenbahn Uelzen. |                                                                    |                                         |                                         |
| |                                                                    |                                         |                                         |
| Streckennummer (DB): | 1963                                                               |                                         |                                         |
| Kursbuchstrecke (DB): | 100b (1934+1939) 110g (1924–1950) 109g (1950–1970) 153 (1970–1975) |                                         |                                         |
| Streckenlänge: | 42 km                                                              |                                         |                                         |
| Spurweite: | 1435 mm (Normalspur)                                               |                                         |                                         |
| Maximale Neigung: | 10 ‰                                                               |                                         |                                         |
| |                                                                    |                                         |                                         |
| \| \| \| Strecke von Hannover \| \| \| \| 0,0 \| Uelzen \| 41,6 m \| \| \| \| Strecke nach Langwedel \| \| \| \| \| Strecke nach Hamburg \| \| \| \| \| Anschluss Bahnbetriebswerk Uelzen (OHE) \| \| \| \| \| B 4 \| \| \| \| \| Ilmenau \| \| \| \| 3,15 \| \| \| \| \| 3,25 \| Elbe-Seitenkanal \| Elbe-Seitenkanal \| \| \| 6,6 \| Molzen \| 48 m \| \| \| 8,2 \| Masendorf \| 50 m \| \| \| 11,3 \| Oetzen \| 53 m \| \| \| 15,7 \| Weste Dorf (Kr Uelzen) \| 61,6 m \| \| \| 16,8 \| Weste (Kr Uelzen) \| 61,6 m \| \| \| 21,0 \| Stoetze \| 66,5 m \| \| \| 27,7 \| Zernien \| 81,5 m \| \| \| 30,8 \| B 191 (Viadukt) \| B 191 (Viadukt) \| \| \| 31,7 \| Pudripp \| 79,9 m \| \| \| 37,4 \| Karwitz (Kr Dannenberg) \| 42 m \| \| \| \| Anschlussstrecke nach Neu Tramm \| \| \| \| \| B 248a \| \| \| \| 41,2 \| B 191 \| B 191 \| \| \| \| Jeetzel \| \| \| \| \| Strecke von Lüchow \| \| \| \| 42,0 \| Dannenberg West \| 15,8 m \| \| \| \| Strecke nach Dannenberg Ost \| \| |                                                                    |                                         |                                         |
| Strecke |                                                                    | Strecke von Hannover                    | Strecke von Hannover                    |
| Bahnhof | 0,0                                                                | Uelzen                                  | 41,6 m                                  |
| Abzweig geradeaus und nach links |                                                                    | Strecke nach Langwedel                  | Strecke nach Langwedel                  |
| Abzweig geradeaus und nach links |                                                                    | Strecke nach Hamburg                    | Strecke nach Hamburg                    |
| Abzweig geradeaus und nach rechts |                                                                    | Anschluss Bahnbetriebswerk Uelzen (OHE) | Anschluss Bahnbetriebswerk Uelzen (OHE) |
| Strecke mit Straßenbrücke |                                                                    | B 4                                     | B 4                                     |
| Brücke über Wasserlauf |                                                                    | Ilmenau                                 | Ilmenau                                 |
| | 3,15                                                               |                                         |                                         |
| Brücke über Wasserlauf (Strecke außer Betrieb) | 3,25                                                               | Elbe-Seitenkanal                        | Elbe-Seitenkanal                        |
| Bahnhof (Strecke außer Betrieb) | 6,6                                                                | Molzen                                  | 48 m                                    |
| Haltepunkt / Haltestelle (Strecke außer Betrieb) | 8,2                                                                | Masendorf                               | 50 m                                    |
| Bahnhof (Strecke außer Betrieb) | 11,3                                                               | Oetzen                                  | 53 m                                    |
| Haltepunkt / Haltestelle (Strecke außer Betrieb) | 15,7                                                               | Weste Dorf (Kr Uelzen)                  | 61,6 m                                  |
| Bahnhof (Strecke außer Betrieb) | 16,8                                                               | Weste (Kr Uelzen)                       | 61,6 m                                  |
| Bahnhof (Strecke außer Betrieb) | 21,0                                                               | Stoetze                                 | 66,5 m                                  |
| Bahnhof (Strecke außer Betrieb) | 27,7                                                               | Zernien                                 | 81,5 m                                  |
| Brücke (Strecke außer Betrieb) | 30,8                                                               | B 191 (Viadukt)                         | B 191 (Viadukt)                         |
| Bahnhof (Strecke außer Betrieb) | 31,7                                                               | Pudripp                                 | 79,9 m                                  |
| Bahnhof (Strecke außer Betrieb) | 37,4                                                               | Karwitz (Kr Dannenberg)                 | 42 m                                    |
| Abzweig geradeaus und nach rechts (Strecke außer Betrieb) |                                                                    | Anschlussstrecke nach Neu Tramm         | Anschlussstrecke nach Neu Tramm         |
| Brücke (Strecke außer Betrieb) |                                                                    | B 248a                                  | B 248a                                  |
| Bahnübergang (Strecke außer Betrieb) | 41,2                                                               | B 191                                   | B 191                                   |
| Brücke über Wasserlauf (Strecke außer Betrieb) |                                                                    | Jeetzel                                 | Jeetzel                                 |
| Abzweig ehemals geradeaus und von rechts |                                                                    | Strecke von Lüchow                      | Strecke von Lüchow                      |
| Bahnhof | 42,0                                                               | Dannenberg West                         | 15,8 m                                  |
| Strecke |                                                                    | Strecke nach Dannenberg Ost             | Strecke nach Dannenberg Ost             |

Die Bahnstrecke Uelzen–Dannenberg (Ostheide-Elbe-Bahn) ist eine 1924 eröffnete und seit dem 1. Juni 1996 stillgelegte Eisenbahnstrecke zwischen den Bahnhöfen Uelzen und Dannenberg West in Niedersachsen.

## Streckenbeschreibung
Die Bahnstrecke mit der Streckennummer 1963 ist 42 Kilometer lang, eingleisig und nicht elektrifiziert.
Sie zweigt im Bahnhof Uelzen nordwärts bei Weiche (W) 118 von der Bahnstrecke Hannover–Hamburg ab und verläuft parallel dazu bis unter die Brücke der Bundesstraße 4, die beide Strecken überquert. Dort schwenkt sie in einem weiten Bogen, dem „Dannenberger Bogen“, nach Nordosten in Richtung Dannenberg. Die Strecke überquert im weiteren Verlauf den Elbe-Seitenkanal und führt im Landkreis Uelzen durch die Gemeinden Oetzen, Weste und Stoetze. Ab Weste quert die Bahnstrecke in östlicher Richtung den Drawehn-Höhenzug und führt durch die Lüchow-Dannenberger Gemeinden Zernien und Karwitz. Nach Überqueren der Bundesstraße 248a verläuft das Gleis im weiteren Streckenverlauf parallel zur Bahnstrecke Lüchow–Dannenberg Ost (heute „Jeetzeltalbahn“). Beide Strecken kreuzen die Bundesstraße 191 und den Fluss Jeetzel. Südlich des Bahnhofs an der Abzweigstelle Dannenberg West bei W 2 mündet die Strecke Uelzen–Dannenberg in die Jeetzeltalbahn. Die Weiche ist noch vorhanden.
Auf dem knapp 15 Kilometer langen Stück zwischen Zernien und Dannenberg besteht ein Höhenunterschied von gut 65 Metern, die maximale Neigung beträgt etwa 10 Promille. Markantestes Bauwerk an der Strecke ist kurz hinter dem Scheitelpunkt auf 81,5 m ü. NN das mitten im Wald gelegene, aus drei Bögen bestehende Viadukt über die Bundesstraße 191 westlich von Pudripp.
Die Strecke ist heute noch fast vollständig erhalten, aber nicht mehr befahrbar. Mehrere Bahnübergänge wurden überasphaltiert und die Strecke ist in vielen Bereichen zugewuchert. An mehreren Straßenkreuzungen wurde der Schienenstrang getrennt (z. B. in Molzen und Weste). Nur ein kurzer Streckenabschnitt vom Bahnhof Uelzen bis an den Elbe-Seitenkanal wird noch befahren. In diesem Abschnitt befinden sich die Aufstellgruppe der metronom Eisenbahngesellschaft, das zentrale Betriebswerk der Osthannoverschen Eisenbahnen (OHE) für die Wartung der metronom-Doppelstockzüge und der Anschluss der auch von der OHE betriebenen Hafenbahn Uelzen.

## Vorgeschichte und Bau

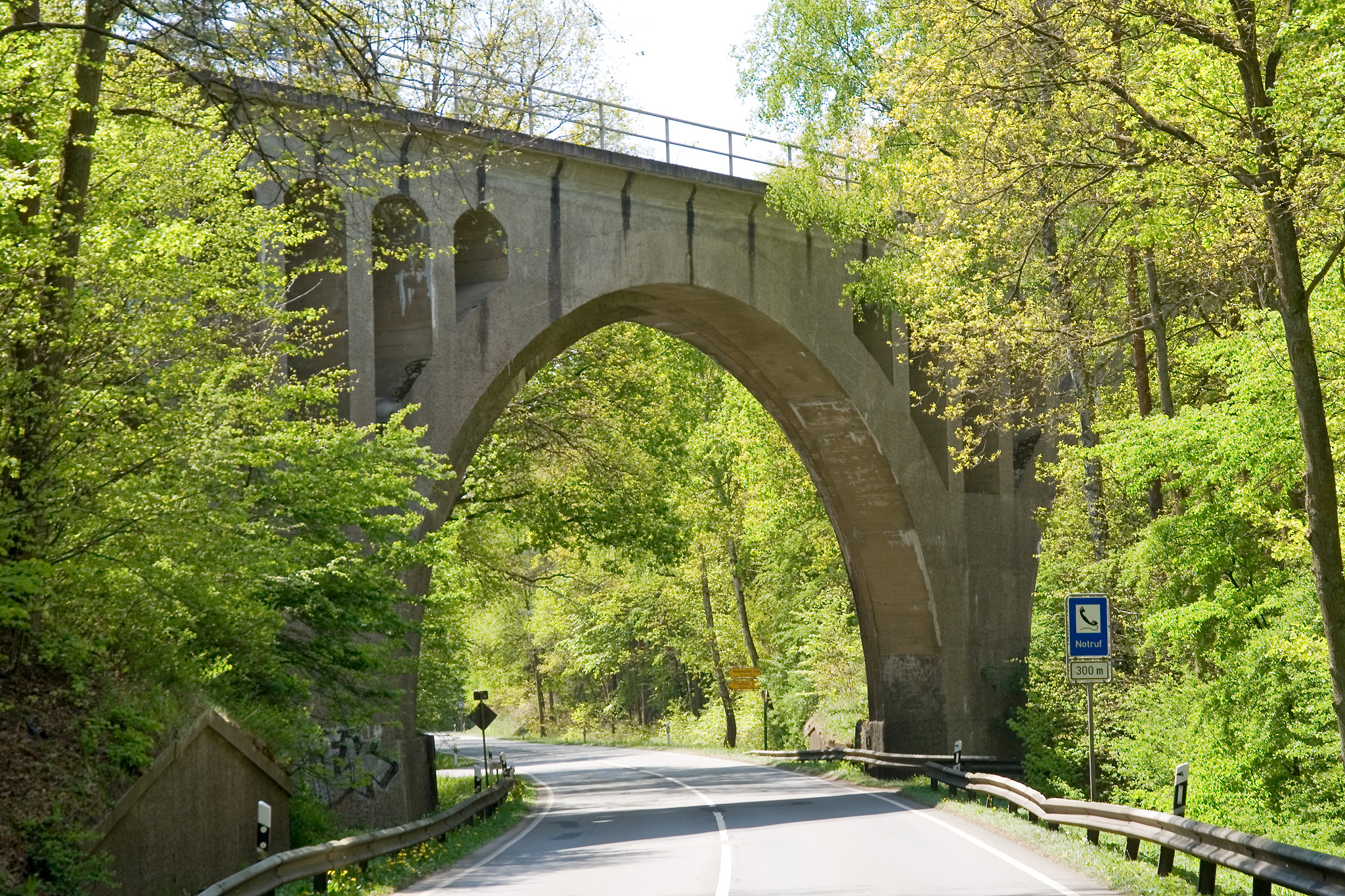
Viadukt über die B 191 bei Pudripp

Die Bestrebungen für eine Eisenbahnverbindung zwischen Uelzen und Dannenberg begannen im Frühjahr 1885 anlässlich des Baus der Bahnstrecke Ludwigslust–Dömitz. Der Bau wurde immer wieder mit der Begründung abgelehnt, es bestünde kein allgemeines Verkehrsbedürfnis.
Erst 1899 wurde das Projekt erneut aufgegriffen, es dauerte aber noch bis zum 13. Oktober 1911, bis die Bahn schließlich vom Minister für öffentliche Arbeiten in Berlin genehmigt wurde. Den benötigten Grund und Boden stellten die an der Strecke liegenden Gemeinden kostenlos zur Verfügung, die Vorarbeiten wurden vom Land Mecklenburg mit 75.000 Mark bezuschusst.
Die Vermessungsarbeiten begannen im Sommer 1914 und wurden durch den Ersten Weltkrieg unterbrochen. Die Fortsetzung der Arbeiten erfolgte erst 1920 und dauerte noch vier Jahre bis zur Fertigstellung im Jahre 1924. Damit war die letzte Staatsbahn im heutigen Landkreis Lüchow-Dannenberg vollendet worden.

## Betrieb
Am 15. April 1924 wurde der Verkehr zwischen Dannenberg und Uelzen feierlich aufgenommen. Der Eröffnungszug fuhr um 7:00 Uhr früh in Dannenberg ab. Sechs Monate später, am 16. Oktober 1924, wurde der Bahnpostdienst auf der Strecke aufgenommen.
Die Eisenbahnstrecke verband vor dem Zweiten Weltkrieg die ehemaligen Kreise Uelzen und Dannenberg miteinander und stellte durch die Anbindung an die Bahnstrecke Wittenberge–Lüneburg auch eine Verbindung mit Mecklenburg her. Noch während des Zweiten Weltkrieges war ein zweigleisiger Ausbau für die Zeit nach dem Krieg geplant. Nach dem Krieg war die Verbindung nach Mecklenburg allerdings unterbrochen und die Strecke erschloss nur noch den nordöstlichen Teil des Landkreises Uelzen und den westlichen Teil des Landkreises Lüchow-Dannenberg.
Der Personenverkehr wurde am 30. Mai 1975 eingestellt, der fahrplanmäßige Güterverkehr im Frühjahr 1993. Die Strecke wurde am 1. Juni 1996 stillgelegt. Im März 2018 wurde die Strecke zwischen der Ortschaft Törwe bei Stoetze bis Oetzen vollständig abgebaut, Anfang 2019 folgte der Abschnitt von Törwe nach Stoetze.

### Reichsbahn

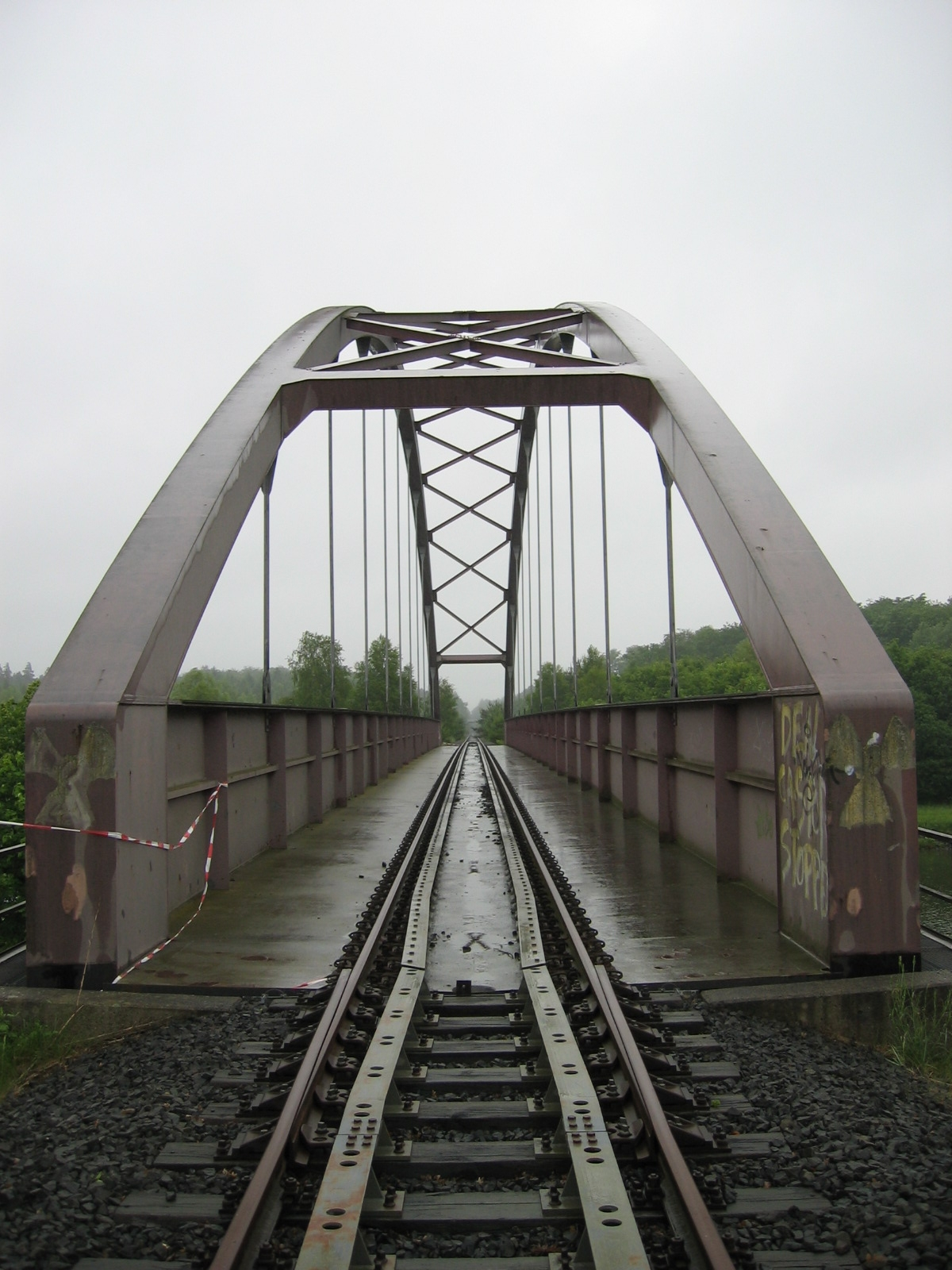
Brücke über den Elbe-Seitenkanal

Die Strecke Uelzen–Ludwigslust war bis 1945 ein Teilstück der ehemaligen Kursbuchstrecke (KBS) 110g der Deutschen Reichsbahn von Ludwigslust nach Uelzen. Die KBS 110g verlief von Ludwigslust über Dömitz, Dannenberg Ost und Dannenberg West nach Uelzen. Auf der Strecke verkehrten 1939 ganzjährig ein Eilzugpaar zwischen Uelzen und Rostock und zwei Personenzugpaare. In den Sommermonaten kam ein weiteres Eilzugpaar Uelzen–Ludwigslust hinzu. Im Jahresfahrplan 1944/45 waren ein Eilzug mit Wehrmachtsanteil von Göttingen nach Rostock und in Gegenrichtung von Stralsund nach Göttingen sowie drei Personenzugpaare aufgeführt.
Über den Güterverkehr in der Vorkriegszeit ist nichts Genaues bekannt. Im Nordabschnitt des Deutschen Reiches gab es mit der Strecke von Hamburg über Lübeck, Bützow, Neubrandenburg und Pasewalk nach Stettin zu Beginn des Zweiten Weltkrieges nur eine durchgehende West–Ost-Strecke. Nach der Verreichlichung der Mecklenburgischen Friedrich-Wilhelm-Eisenbahn-Gesellschaft bestand eine weitere durchgehende Verbindung aus Richtung Uelzen oder Lüneburg über die Dömitzer Elbbrücke. Außerdem hatten zwei Rüstungsbetriebe ihren Bahnanschluss an der Strecke, so dass anzunehmen ist, dass während des Krieges Güter- und Militärtransporte in größerem Umfang über die Strecke geführt worden sind.
Auch die Alliierten hatten, wie Fliegerangriffe vermuten lassen, die Bedeutung der Bahnstrecken über Dannenberg erkannt. Bei einem Angriff am 22. Februar 1945 wurde die Dannenberger Innenstadt teilweise zerstört, während die Jeetzelbrücke zwischen den beiden Dannenberger Bahnhöfen fast unbeschädigt blieb.
Am 20. April 1945 gegen 16:00 Uhr wurde die Dömitzer Elbbrücke bei einem amerikanischen Fliegerangriff bombardiert. Der östliche Strompfeiler neben der Drehbrücke wurde dabei so stark beschädigt, dass sein Überbau in die Elbe stürzte. Die durchgehende Verbindung zwischen Ludwigslust und Uelzen war damit dauerhaft unterbrochen, die Brücke wurde nicht wieder aufgebaut.

### Bundesbahn

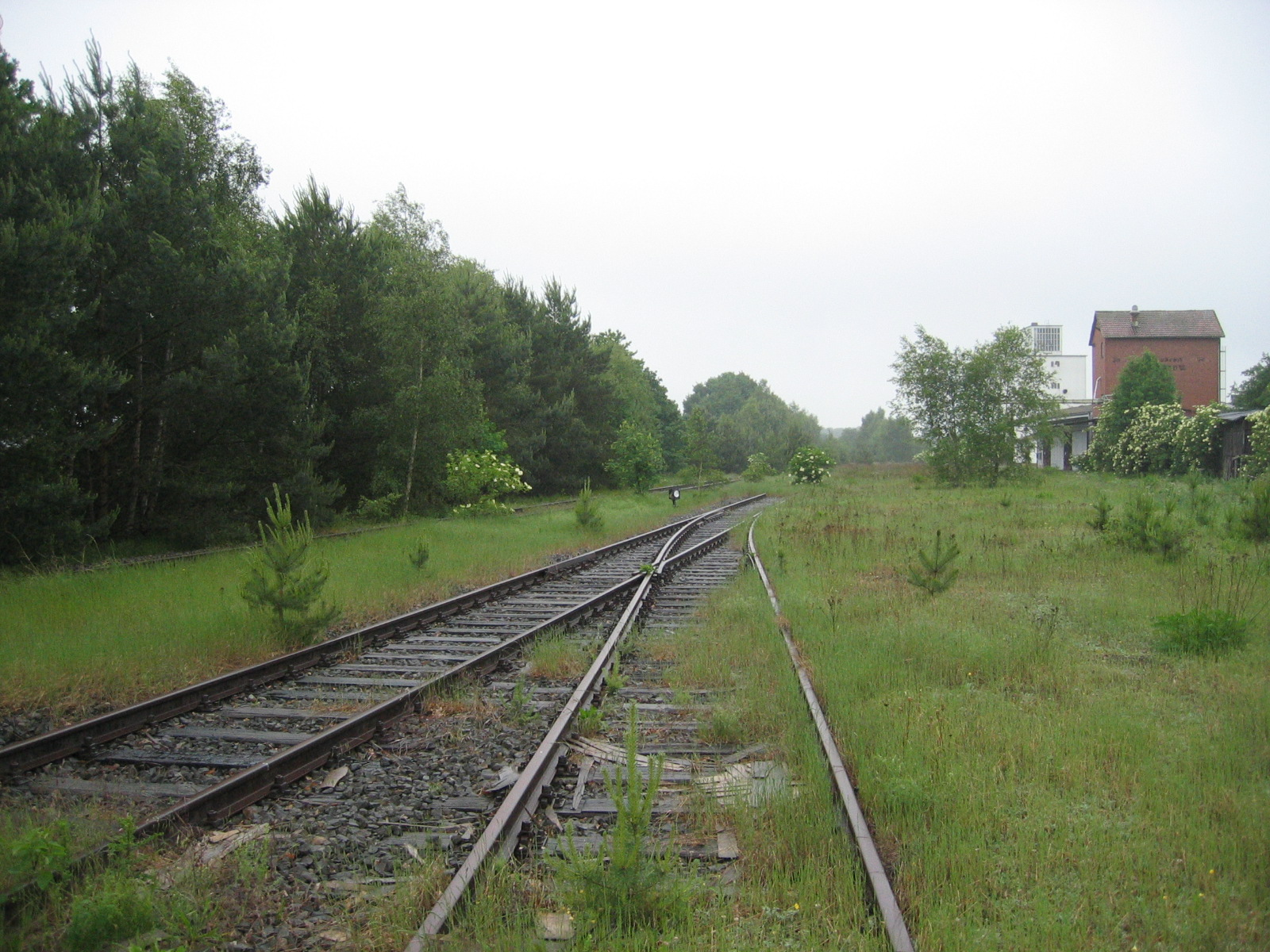
Zugewucherte Gleise im Bahnhof Weste (2007)

Durch die Unterbrechung der Dömitzer Brücke und die deutsche Teilung hatte die Bahnstrecke ihre überregionale Bedeutung verloren und wurde ab 1950 als Kursbuchstrecke 109g, später zwischen 1970 und 1975 als Kursbuchstrecke 153 im Kursbuch der Deutschen Bundesbahn geführt.
Zwischen Uelzen und Dannenberg Ost wurde der Verkehr nach Kriegsende am 20. April 1946 wieder aufgenommen. Am Anfang verkehrte ein Personenzugpaar Uelzen–Dannenberg Ost–Lüchow und zurück. Im Fahrplan von 1947 waren bereits vier Personenzugpaare verzeichnet. Die aus Lüchow kommenden Züge verkehrten teilweise durchgehend bis nach Bremen.
Den Höhepunkt erreichte der Personenverkehr in der Mitte der 1950er Jahre, als täglich acht Zugpaare auf der Strecke verkehrten. Zu dieser Zeit wurden im Landkreis Uelzen auch die zusätzlichen Haltepunkte Masendorf und Weste Dorf eingerichtet. Die Fahrzeit zwischen Uelzen und Dannenberg betrug 1947/48 etwa 75 Minuten und konnte im Laufe der Jahre auf 60 Minuten reduziert werden.
Zwischen Uelzen und Stoetze bestand bis 1960 eine Nahverkehrsverbindung, auf der Akkumulatortriebwagen der Baureihen ETA 177 und 178 eingesetzt wurden. Die lokbespannten Personenzüge wurde im Laufe der Zeit bedingt durch die abnehmenden Fahrgastzahlen immer häufiger durch Schienenbusse ersetzt. Vor der Einstellung des Personenverkehrs verkehrten auf der Strecke nur noch Triebwagen der Baureihe 795.
Mitte der 1950er Jahre wurde neben dem schienengebundenen Personenverkehr der Bahnbusverkehr aufgenommen. Die Busse benötigten für die Strecke Uelzen–Dannenberg etwa 95 Minuten. Die Busverbindungen wurden bei gleichzeitiger Reduzierung der Bahnverbindungen stetig ausgebaut. 1958 waren im Fahrplan acht Personenzugpaare und drei Bahnbuspaare verzeichnet. Im Sommer 1965 war das Verhältnis bereits umgekehrt, auf vier Personenzüge zwischen Uelzen und Dannenberg kamen sieben Bahnbuspaare. Heute wird der Busverkehr auf der Strecke Uelzen–Dannenberg von der Gesellschaft Regionalbus Braunschweig (RBB) durchgeführt. Von Montag bis Freitag bestehen auf der Linie 1963 sechs, am Samstag vier sowie sonn- und feiertags je eine durchgehende Verbindung.
Die Güterzüge auf der Strecke wurden bis zum Ende des Sommerfahrplans 1974 von Dampflokomotiven der Baureihe 50 befördert, die im Bahnbetriebswerk Uelzen stationiert waren. Ab dem Winterfahrplan 1974/75 wurden Diesellokomotiven der Baureihe 212 aus dem Bahnbetriebswerk Lübeck eingesetzt.

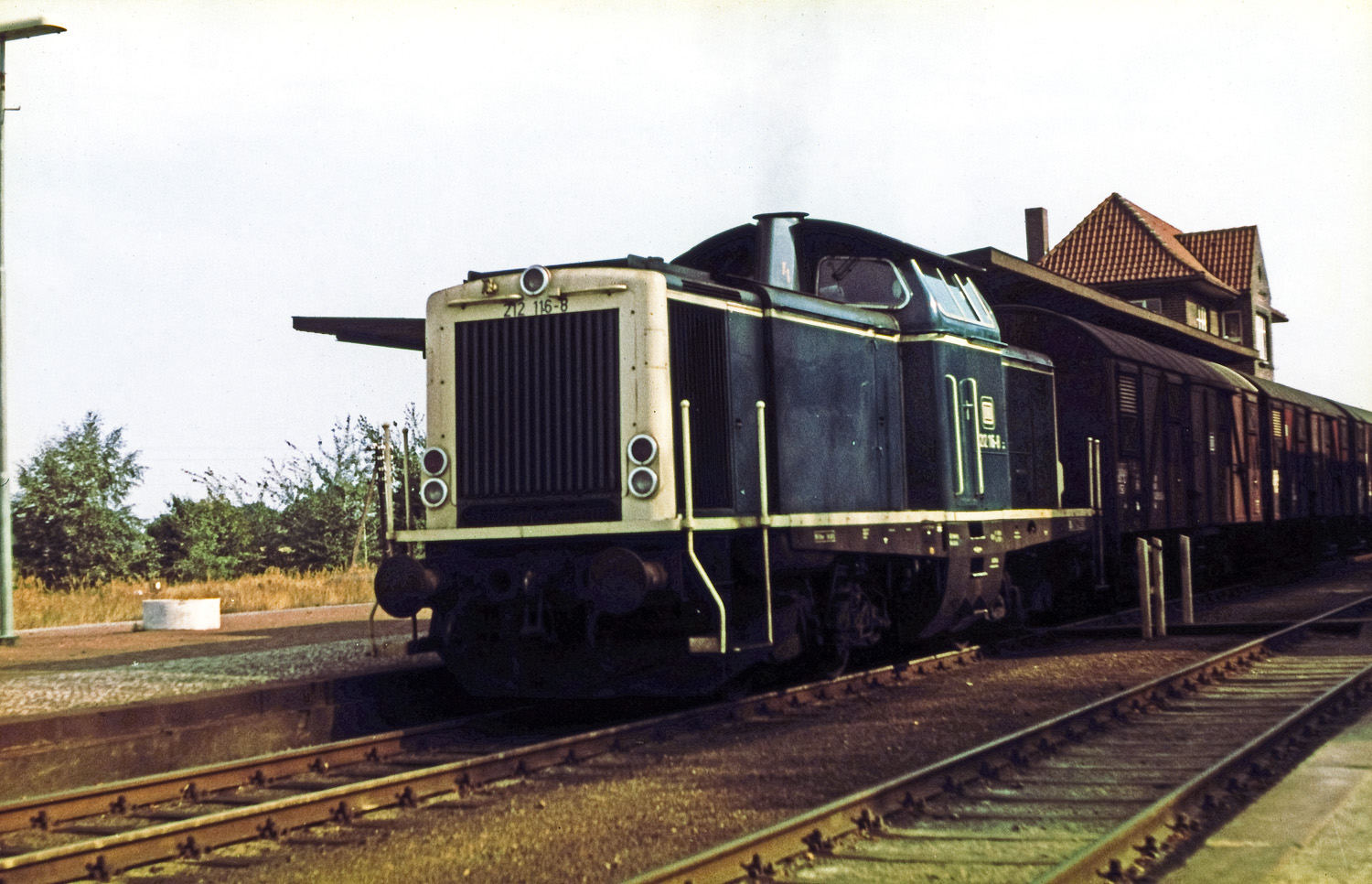
212 116-8 mit Güterzug in Dannenberg Ost Richtung Uelzen (30. September 1983)

In den 1980er Jahren befuhr täglich nachmittags von Montag bis Freitag ein Güterzug vom Bahnhof Dannenberg Ost kommend die Strecke. Der Zug startete in den frühen Morgenstunden in Lüneburg, fuhr über Dannenberg Ost weiter nach Lüchow und gegebenenfalls nach Wustrow und anschließend zurück über Dannenberg Ost nach Uelzen. Während der Zuckerrüben- und Getreidekampagne verkehrten in Spitzenzeiten abweichend von diesem Fahrplan direkte Züge zwischen Uelzen und Dannenberg, teilweise in Doppeltraktion. Dabei kamen zeitweise auch Lokomotiven der Baureihe 211 aus dem Bahnbetriebswerk Osnabrück zum Einsatz.
Am 1. Januar 1989 wurden die ganzjährigen durchgehenden Güterzüge zwischen Dannenberg und Uelzen eingestellt. Auf dem Streckenabschnitt Uelzen–Weste und zurück verkehrte ab dem Zeitpunkt nur noch bedarfsweise am frühen Nachmittag ein mit einem Triebfahrzeug der Baureihe 212 bespannter Übergabegüterzug. Der Gleisanschluss des Kartoffellagers in Pudripp musste aufgrund vertraglicher Vereinbarungen weiter bedient werden. Das geschah bis zum 1. August 1989 bei Bedarf in den Morgenstunden durch einen Übergabezug von Dannenberg Ost aus, der von einer Kleinlokomotive Köf III (Baureihen 332 oder 333) gezogen wurde.
Nur noch während der Rübenkampagne verkehrte nachmittags von Montag bis Freitag ein mit einer 212 bespannter durchgehender Nahgüterzug Uelzen–Dannenberg Ost und zurück. Der Ausnahmetarif für Zuckerrüben wurde nach der Kampagne 1992 bundesweit von der Deutschen Bahn gekündigt und die Güterabfertigung in Uelzen im Frühjahr 1993 aufgelöst. Damit endete auch der bedarfsabhängige Güterverkehr auf der Strecke.
Offiziell wurde der Güterverkehr Dannenberg bis Weste am 29. Mai 1994 und Uelzen bis Weste am 1. November 1995 eingestellt. Nach der Einstellung des Güterverkehrs verkehrten nur noch gelegentlich Züge, die radioaktiven Abfall für das Brennelemente-Zwischenlager Gorleben transportierten. Dazu gehörte auch der zweite Castortransport am 8. Mai 1996, der gleichzeitig der letzte Zug auf der Strecke war.

### Ostheide-Elbe-Bahn
Am 18. April 2009 gründete sich der Förderverein Ostheide-Elbe-Bahn e. V., der sich für die Reaktivierung der Strecke einsetzt. Unter dessen Regie wurde die Strecke zwischen Zernien und Pudripp freigeschnitten und mehrfach Sonderfahrten mit Fahrraddraisinen durchgeführt. Der Verein besitzt einen Zweiwegeunimog der ehemaligen Lüchow-Schmarsauer Eisenbahn. Ende 2018 hat die aus dem Verein hervorgegangene Ostheide-Elbe-Bahn Infrastruktur GmbH (OEBI) die Strecke zwischen dem Abzweig des Anschlussgleises zum Uelzener Hafen und dem Abzweig von der Bahnstrecke Salzwedel–Dannenberg von der Deutschen Bahn gekauft, um deren Abbau zu verhindern.

## Anschlussbahnen und Gleisanschlüsse

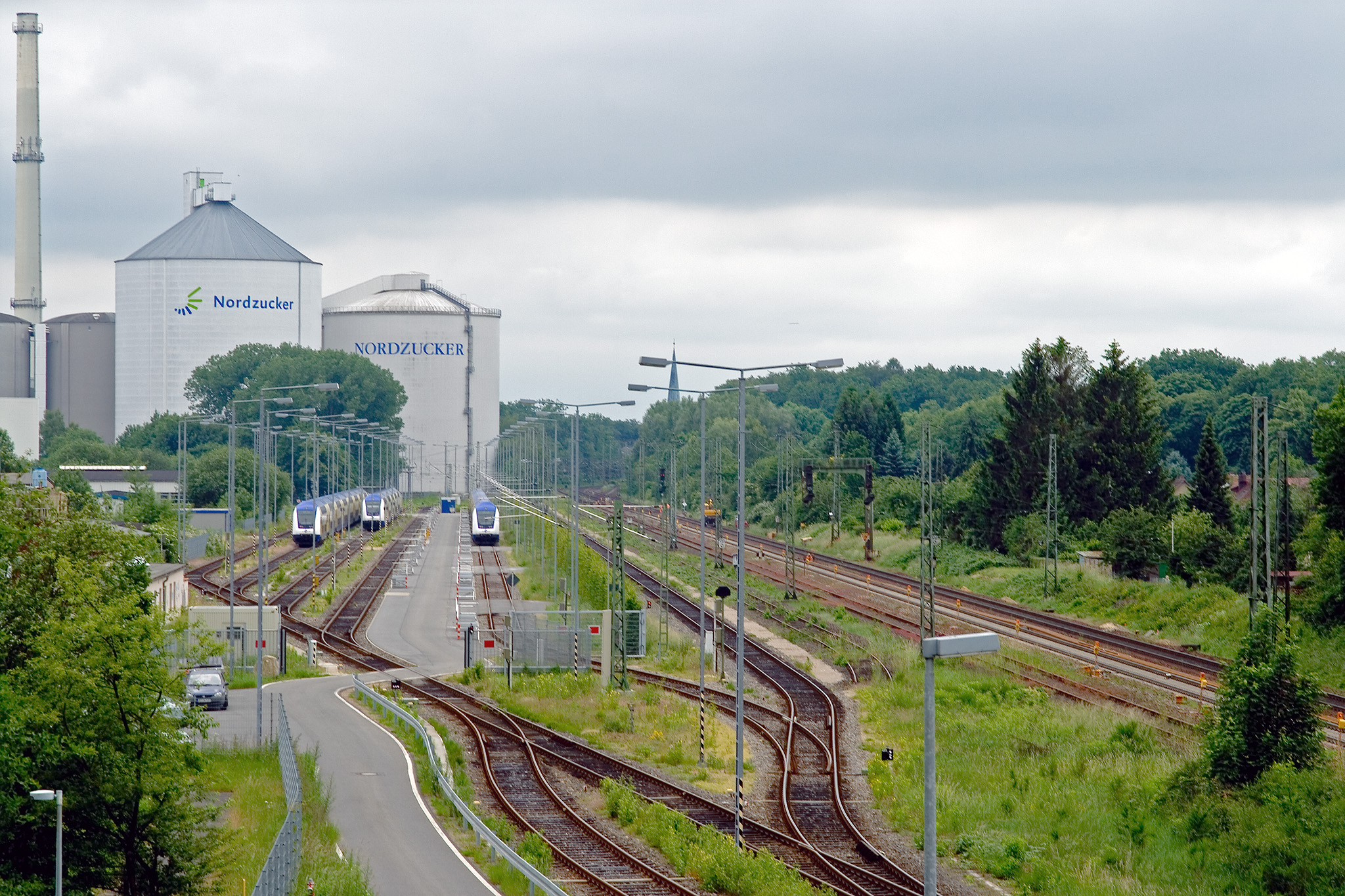
Aufstellgruppe für die metronom-Züge auf den ehemaligen Übergabegleisen der Zuckerfabrik Uelzen; rechts daneben erst das Gleis nach Dannenberg, daneben die Strecke Hannover–Hamburg

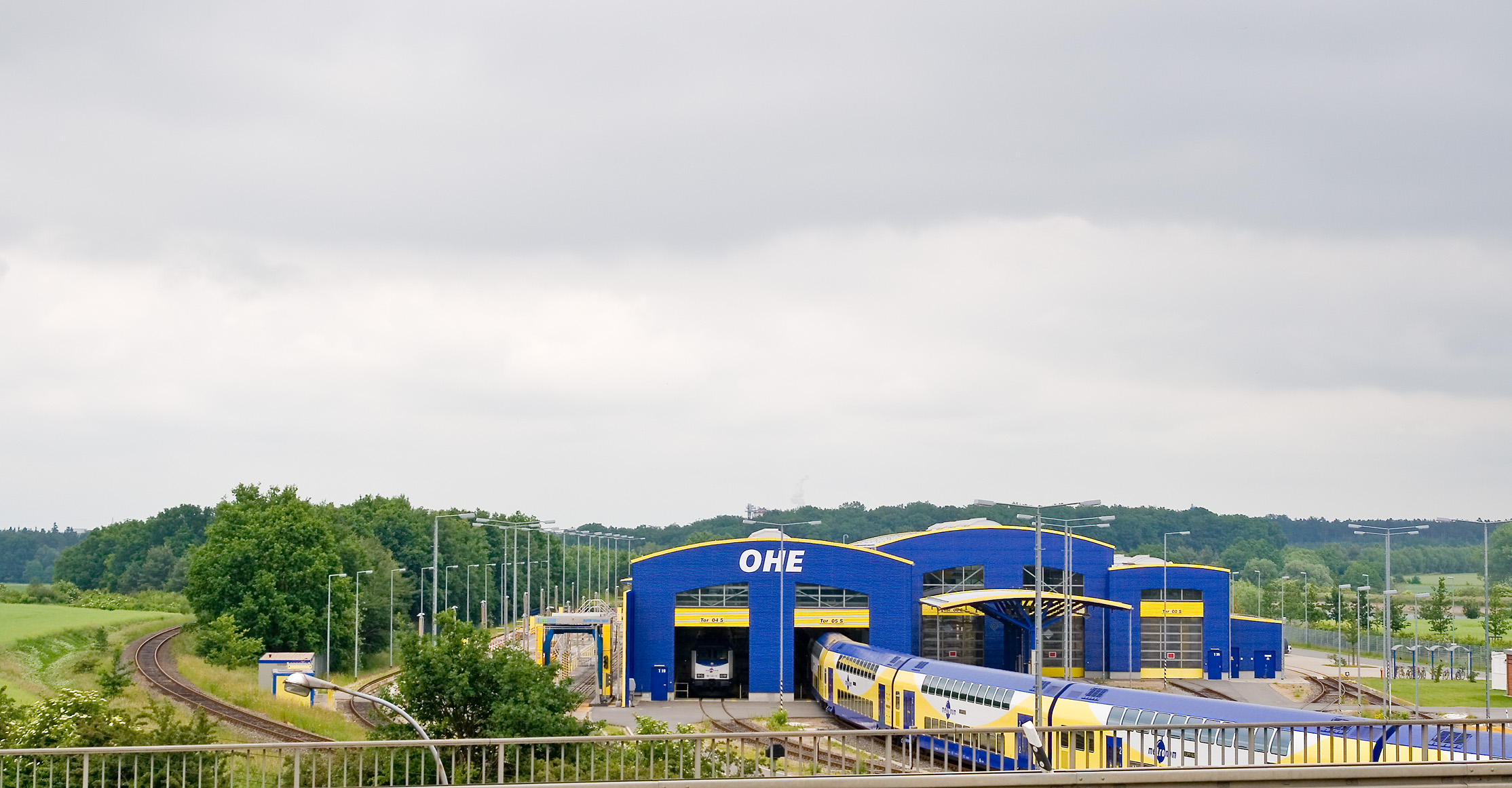
OHE-Bahnbetriebswerk für die Wartung der metronom-Züge am Dannenberger Bogen (links)

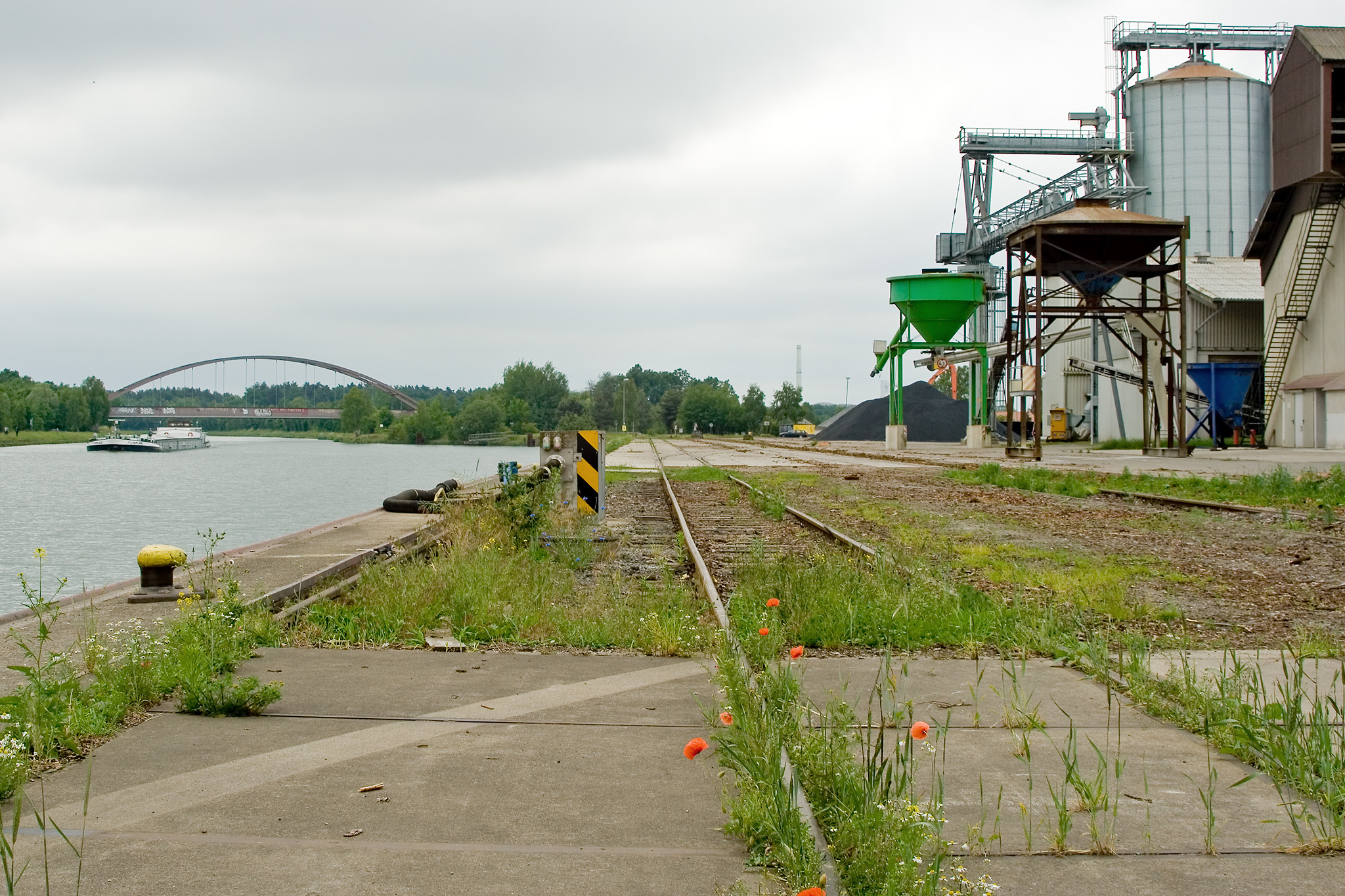
Gleise der Hafenbahn im Uelzener Hafen. Im Hintergrund die Eisenbahnbrücke über den Elbe-Seitenkanal

Während des Dritten Reiches zweigten von der Strecke zwei militärische Gleisanschlüsse ab, die beide kurz nach Ende des Zweiten Weltkrieges wieder vollständig demontiert wurden. Heute zweigen von der Strecke eine Anschlussbahn und drei Gleisanschlüsse ab.

### Zuckerfabrik / Aufstellgruppe Metronom
Die Rübenanlieferung zur Zuckerfabrik Uelzen erfolgte bis einschließlich 1992 zu einem großen Teil per Bahn. Die Zuckerfabrik unterhielt deshalb eine eigene normalspurige Werkbahn. In Höhe der Fabrik kurz vor der Überführung der Bundesstraße 4 befanden sich östlich der Streckengleise die Übergabegleise. Heute befindet sich dort eine Aufstellgruppe für die metronom-Züge.

### Betriebswerk Metronom
Am sogenannten Dannenberger Bogen gleich nördlich der Zusammenführung mit der Bahnstrecke Hannover–Hamburg betreibt die OHE ein zentrales Bahnbetriebswerk.
Dieses Betriebswerk wurde eigens für die Wartung der metronom-Doppelstockzüge gebaut. Der Baubeginn war am 5. November 2002, die Inbetriebnahme fand ein Jahr später am 13. Dezember 2003 statt.
Das Werk sollte ursprünglich am ehemaligen Uelzener Güterbahnhof entstehen, dort konnten aber keine Flächen von der Deutschen Bahn erworben werden.

### Hafenbahn Uelzen
Westlich der Brücke über den Elbe-Seitenkanal zweigt eine Anschlussbahn in nördlicher Richtung in den Uelzener Hafen ab. Die Uelzener Hafenbetriebs- und Umschlags-GmbH (UHU), die zu 74 % der Rhenus, 16 % dem Landkreis Uelzen und 8 % der Stadt Uelzen gehört, betreibt dort Güterumschlag. Die Strecke wurde im Güterverkehr bisher von der DB befahren.

### Raiffeisen-Kartoffellager-Gesellschaft
In den 1980er Jahren wurde südlich neben der Strecke am Bahnhof Pudripp ein Kartoffellager errichtet, das über einen eigenen Gleisanschluss verfügt. Nach der Einstellung des fahrplanmäßigen Güterverkehrs zum Jahreswechsel 1988/89 wurde der Gleisanschluss bei Bedarf noch bis zum 1. August 1989 einmal täglich von Dannenberg Ost aus bedient. Vor der Halle sind auf dem Anschlussgleis drei Lokomotiven – zwei Köf II und eine feuerlose Dampflok – sowie ein Güterwagen abgestellt.

### Waaren-Commissions-AG
Die Hamburger Waaren-Commissions-Aktiengesellschaft stellte in einem Munitionswerk bei Dragahn von 1938 bis 1945 den Sprengstoff TNT her und befüllte kleinere Bomben und Granaten. Das Werk verfügte über umfangreiche Gleisanlagen und war einschließlich der Strecke auf dem Werksgelände über eine etwa vier Kilometer lange Anschlussbahn mit der Bahnstrecke Uelzen–Dannenberg verbunden.
Das Anschlussgleis zweigte vor dem Bahnhof Pudripp westlich der ersten Weiche von der Strecke ab, verlief parallel zur Ladestraße der Reichsbahn und führte dann vor dem Bahnhofsgebäude vorbei über den Vorplatz. Anschließend verlief die Strecke einige hundert Meter parallel zur Bahnlinie, ging in einen weiten Linksbogen über und führte dann schnurgerade in nördlicher Richtung bis zum Munitionswerk.
Die Bahnanlagen wurden gleich nach dem Krieg abgebaut, das Anschlussgleis in Pudripp endet heute als Ladegleis am Bahnhofsgebäude.

### Luftmunitionsanstalt Dannenberg
Im Jahre 1937 wurde mit dem Bau einer Munitionsanstalt im heutigen Dannenberger Ortsteil Neu Tramm begonnen. Da die Luftmunitionsanstalt zu den bedeutenderen Rüstungsbetrieben gehörte, wurde entschieden, von Karwitz aus eine Anschlussbahn zum Werk zu bauen. Die Strecke Salzwedel–Dannenberg führte zwar wesentlich dichter am Werk vorbei, es war aber nicht möglich, die Höhendifferenz zwischen Bahnlinie und Werk zu überwinden.
Der Bahnhof Karwitz verfügte vor dem Zweiten Weltkrieg neben dem durchgehenden Hauptgleis über drei Nebengleise, eines davon war ein Kreuzungsgleis, mit insgesamt sechs Weichen. Für die Bahnanbindung wurden südlich des Kreuzungsgleises zwei Übergabegleise angelegt. Die Anzahl der Weichen stieg auf zwölf, dazu kamen noch je eine einfache und doppelte Kreuzungsweiche. Um auf den Bau eines Stellwerkes am westlichen Ende des Bahnhofs verzichten zu können, wurde die Erweiterung möglichst einfach gehalten und die Sicherungsanlagen so weit wie möglich beschränkt.
Die militärische Anschlussbahn verließ den Bahnhof am östlichen Ende und war bis zur Einfahrt in das Werk ungefähr 2,2 Kilometer lang. Auf dem Werksgelände befanden sich drei parallele Gleise, zwei jeweils 480 Meter, eines 540 Meter lang, ein weiteres 810 Meter langes Gleis und ein einständiger Lokschuppen.
Nach Kriegsende wurde die gesamte Anschlussbahn abgebaut und der Bahnhof Karwitz wieder in seinen ursprünglichen Zustand versetzt.